# Lima vulgaris
Lima vulgaris is een tweekleppigensoort uit de familie van de Limidae. De wetenschappelijke naam van de soort is voor het eerst geldig gepubliceerd in 1807 door Link.
Rechter en linker klep van hetzelfde exemplaar:

Rechter klep
Linker klep